# 丹羽氏春
丹羽 氏春（にわ うじはる）(丹羽信氏)は、江戸時代前期の旗本で分知丹羽氏の初代。

## 略歴
美濃国岩村藩二代藩主の丹羽氏信の三男として生まれた。
正保3年（1646年）5月に父の氏信が江戸で没した。同年の11月11日、岩村藩主を嗣いだ兄の丹羽氏定より、恵那郡の野井村と藤村の深萱の1,000石を分知されて旗本となった。時に13歳であった。
寛文2年（1662年）2月8日、江戸城にて徳川家綱に附属し小姓組組頭に任じられて、同年12月20日に布衣を許された。後に御書院番組を務めた。
恵那市武並町藤には、権兵衛屋舗という字がある。ここに丹羽氏の代官所が存在し、深萱の渡辺三右衛門が代官として居住していた。
明暦元年（1655年）に、丹羽氏春は父の丹羽氏信の報恩菩提と、母の於徳の方の孝養のため、分け与えられた野井村に新寺建立を発願した。
明暦2年（1656年）11月18日、丹羽氏春は母の於徳の方の護持仏を本尊とし、当時、岩村城下に存在した一色丹羽氏の菩提寺であった妙仙寺の木吼観香を招いて天長寺を開山した。
万治2年(1659年)、野井村の武並神社を修築した。
天和2年（1682年）4月21日、御先鉄砲頭に進み、御役料500俵と上野国邑楽郡内に500石を加増された。天和3年（1683年）、500石の加増を感謝して、野井村の武並神社を再度修築した。
貞享4年（1687年）、御先手役に任じられた。
元禄9年（1696年）3月25日に63歳で没し、岩村の妙仙寺に葬られた。

## 子孫
氏春の長男の丹羽氏右(氏直・藤道・権兵衛)が旗本丹羽氏の二代を嗣いで、五代将軍の徳川綱吉の小姓を務めた。
元禄15年(1702年)、氏春の次男で岩村藩主を嗣いでいた丹羽氏音が、お家騒動(丹羽家騒動)により、9千石分を減らされて越後国頚城郡の高柳藩に移封させられると、氏右の旗本の丹羽氏右も知行所を越後の頚城郡内に移されて恵那郡野井村と藤村の支配から離れた。代官の渡辺三右衛門は、藤村の深萱に残った。
享保3年(1712年)5月、渡辺三右衛門は藤村の深萱に拝所を築き、大日如来と薬師如来を祀って旗本丹羽氏の武運長久を祈願した。現在も拝所の石塔が残っている。この時に、旗本丹羽氏から渡辺三右衛門に下賜された漆の椀が、現在も伝えられている。
氏右は、享保3年(1712年)8月に没した。享年43歳。
その後、氏右の子の丹羽知氏(八右衛門)が三代を嗣いだが、享保9年(1718年)9月23日に13歳で没し、旗本の分知丹羽氏は断絶した。

## 系譜
- 父：丹羽氏信
- 母：於徳の方 - 水野勝成の養女（水野忠胤の娘)
- 正室：山田重恒の娘 (？-1668)
- 側室：遠藤與五左衛門の娘 (？-1712)
  - 長男：丹羽氏右(1676-1718)
  - 次男：丹羽氏音(1678-1705)
  - 長女：與喜 - 村上正邦の正室